# 若杉山
若杉山（わかすぎせん、わかすぎやま）（別名、若杉仙）は、鳥取県三朝町にある山である。山と溪谷社による中国百名山の一つ。

## 地理
鳥取県三朝町の深南部に位置する。鳥取県と岡山県の県境になっている中国山地の稜線から2kmほど北西側に独立して、全山が三朝町にあり、北東麓の田代川と南西麓の大谷川に挟まれている。大谷峠に近い大谷川の源流域には天神川の源流である旨の標識がある。緩やかな円すい形の山で、中腹から上は芝やススキ、チュウゴクザサに覆われた風衝草原になっている。そのほか草原ではイワカガミやマツムシソウも見られる。風が強いためヤマツツジやハイイヌツゲのように低木で根が太いものが分布しており、ブナなどは窪地や沢地などに限定される。
山頂には三等三角点（若杉山）があり、360度の展望がひらけている。

## 地誌
定かではないが、かつて大規模な伐採が行われた結果として高木が無くなったと考えられており、「若杉山」という名称も古い樹木が無いことに由来していると考えられている。古くから周辺の集落の住民の採草地になっており、春になると野焼きが行われていた。
明治期からは山麓の集落では牛馬の放牧が行われており、若杉山も昭和初期から放牧場になっていた。1965年（昭和40年）頃から10年間ほどの間は町営の若杉牧場が運営されていた。若杉牧場は200ヘクタールほどの広さを有し、当時は山頂付近まで車道が整備されていた。
また、中腹以高では斑れい岩や花崗岩（御影石）が露出しているが、若杉山の御影石は青御影と呼ばれる銘石で、三朝温泉の三朝橋に使われている。

## 登山ルート
かつての牧場時代の車道が登山道として利用されている。
県道283号を大谷川沿いにのぼり、鳥取大学の演習林の手前から登山口へ入る。30分ほどで稜線にとりつき、さらに30分ほどで山頂に至る。